# Dongshan Yizu Xiang (socken i Kina, lat 23,40, long 104,28)
Dongshan Yizu Xiang (kinesiska: 东山, 东山彝族乡) är en socken i Kina. Den ligger i provinsen Yunnan, i den sydvästra delen av landet, omkring 250 kilometer sydost om provinshuvudstaden Kunming.
Genomsnittlig årsnederbörd är 1 627 millimeter. Den regnigaste månaden är juli, med i genomsnitt 360 mm nederbörd, och den torraste är februari, med 16 mm nederbörd.